# Troy (Carolina del Nord)
Troy è una città degli Stati Uniti d'America situata nella Carolina del Nord, nella Contea di Montgomery, della quale è anche il capoluogo.